# 笹崎勝己
笹崎 勝巳（ささざき かつみ、1965年2月12日 - ）は、日本のプロレスのレフェリーである。東京都板橋区出身。
所属はZERO1、全日本プロレス審判部（非常勤）。通称はタイガー勝巳（以前はタイガー笹崎と呼ばれることもあった）。2018年7月4日より2020年3月1日までZERO1運営の株式会社ドリームオンステージの代表取締役社長を務めた。

## 経歴
女子プロレス、ZERO1と、手広く試合を裁くレフェリー。
全日本女子プロレス時代には、「ハリセン太郎」を名乗り、ミゼットプロレスも裁いた。
また、技の誤爆が絵になるレフェリーとしても知られる。特に男色ディーノ絡みの2試合では壮絶な誤爆と反則攻撃を食ってしまった。
現在はZERO1とNWA-PPF（NWAパンパシフィックフェデレーション）の審判部長を務める一方、スターダムでもバーブ佐々木（大日本プロレス）と交代で裁いていた。
2018年7月、ZERO1の運営会社・ドリームオンステージの代表取締役社長に就任した。

### NWAへの上申書提出
2011年4月9日に、同月16日に行われるNWAインターナショナルライトタッグ選手権のレフェリーを担当したいとNWA本部及びNWA-PPF宛てに上申書を提出した。
その内容は
- 王者チーム（菅原拓也・怪人ハブ男組）がNWA公認レフェリーSUWAと結託し王者らしからぬ試合を行っていること
- 16日に行われる選手権もレフェリーはSUWAさんじゃないと受けないとのこと
- NWA最高レフェリーであるフレッド氏が、プロレスリングの試合ではレフェリーは絶えず「フェア」でなければならないと考えていること。その考えを元に絶えずフェアなレフェリーを心がけそして行っていること。

が記載されており、王者チームの悪い行動の写真と試合の動画（3月6日と3月27日の試合）も添付されていた。
それに対してNWA-PPFは同日、6日の選手権は全てが王者チームとレフェリーの故意的な行動と判断する事は出来ないが、27日の試合では本来公平である立場のレフェリーが王者組に深く関与しているような感じを受けたので、NWA-PPFとしては笹崎レフェリーが担当することをNWA本部に申し出たと発表した。
しかし、翌日のNWA本部の正式発表では
1. SUWAレフェリーのレフェリングに大きな問題が見受けられない
2. レフェリーを笹崎氏に任命した場合、過去の思い違いから挑戦者チームに有利なレフェリングを行う可能性がある
3. 笹崎レフェリーは同日にNWA世界ヘビー級を裁かなければならず、彼自身の負担が大きくなる

との発表がなされ、予定通りSUWAがメインレフェリーとして試合を行うこととなったが、笹崎レフェリーもサブレフェリーとして選手権を行うことになった。